# Georges Radet

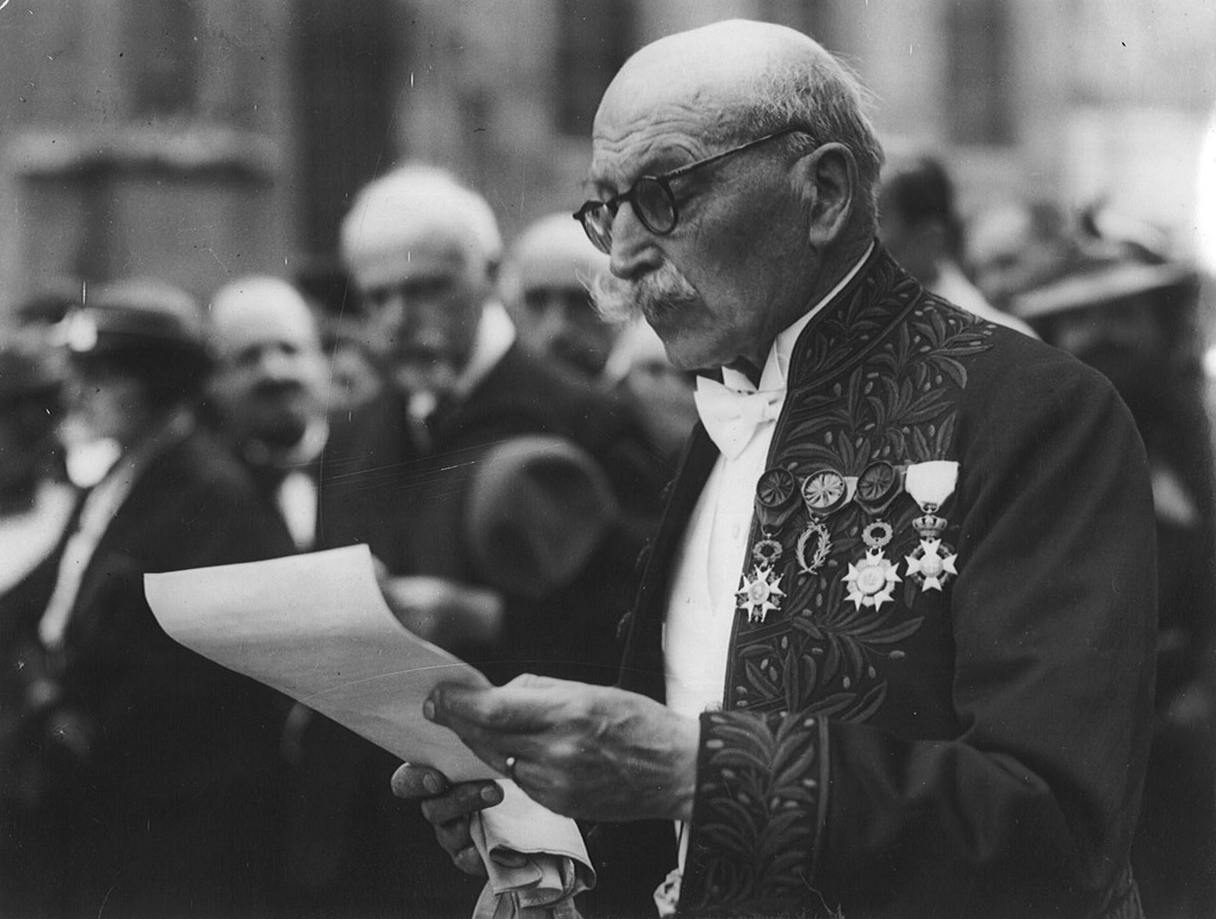
Georges Radet (1936)

Georges-Albert Radet (geboren am 28. November 1859 in Chesley; gestorben am 9. Juli 1941 in Saint-Morillon) war ein französischer Klassischer Archäologe, Epigraphiker und Althistoriker.

## Werdegang
Georges Radet besuchte das Lycée in Troyes und das Lycée Louis-le-Grand in Paris, beides Einrichtungen, die auf das Studium an einer der Grandes Écoles vorbereiten. 1881 begann er sein Studium der Geisteswissenschaften an der École normale supérieure in Paris. Nach der Agrégation mit herausragenden Ergebnissen im Jahr 1884 wurde er noch im gleichen Jahr zum Mitglied der École française d’Athènes ernannt. Ihr gehörte er bis 1887 an. Seine Interessen und Forschungen richtete er unmittelbar auf Kleinasien. 1885, 1886 und 1887 unternahm er dort ausgedehnte Reisen, teils in Begleitung von Pierre Paris oder Gustave Fougères, teils allein. Ziele waren der Taurus, die rhodische Pereia, Lydien, das Tal des Mäander, die Ebenen des Hermos und des Kaïkos. Hier fand er die inschriftlichen Fixierungen dreier Briefe des Kaisers Hadrian an die Einwohner von Stratonikeia-Hadrianopolis am Kaïkos, dessen Lokalisierung dadurch gesichert werden konnte.
Nach seiner Zeit an der École française ging er als Lehrer für Geschichte an das Lycée in Algier, bevor er 1888 als Dozent (Chargé de cours) seine Karriere an der Universität Bordeaux fortsetzte. 1892 folgte die Promotion an der Universität von Paris mit der Arbeit La Lydie et le monde grec au temps de Mermnades, 687–546 – eine Studie, in der er zahlreiche Ergebnisse seiner kleinasiatischen Forschungen – die sich zudem in über zwanzig wissenschaftlichen Aufsätzen niederschlug – während der Zeit an der École française verarbeitete. Seine thèse complémentaire widmete sich makedonischen Kolonien in Kleinasien. Im Jahr 1895 wurde er an der Universität Bordeaux zum ordentlichen Professor für Alte Geschichte ernannt, von 1899 bis 1919 war er dort Dekan der geisteswissenschaftlichen Fakultät. 1899 übernahm er auch die Leitung der von ihm mit ins Leben gerufenen Revue des études anciennes, die er bis 1940 innehatte, während er als Professor bereits 1934 in den Ruhestand trat.
Georges Radet war 1911 Mitgründer der École des hautes études hispaniques und im Jahr 1920 Mitinitiator der Casa de Velázquez, eines französischen Auslandsinstituts in Madrid, das im Besitz der Académie des Beaux-Arts ist. Die wissenschaftliche Verbindung zwischen Bordeaux und Spanien zu fördern, war ihm ein Anliegen. Zudem war er bestrebt, die Universität Bordeaux zu einem Zentrum gleichermaßen allgemeinen und regionalen Ranges zu machen.

## Mitgliedschaften und Ehrungen
- Mitglied der Académie des inscriptions et belles-lettres (1925)
- Offizier der Ehrenlegion

## Publikationen (Auswahl)
- De Coloniis a Macedonibus in Asiam cis Taurum deductis. Thorin, Paris 1892.
- La Lydie et le monde grec au temps des Mermnades (687–546) (= Bibliothèque des Écoles françaises d’Athènes et de Rome. Band 63). Thorin, Paris 1893 (Digitalisat).
- L’histoire et l’œuvre de l’École française d’Athènes. Fontemoing, Paris 1901 (Digitalisat).
- Ephesiaca. I. La topographie d’Éphèse. II. La colonisation d’Éphèse par les Ioniens. Féret & fils, Bordeaux 1906 (Digitalisat).
- Cybébé. Étude sur les transformations plastiques d’un type divin. Féret & fils, Bordeaux 1906 (Digitalisat).
- Notes critiques sur l’histoire d’Alexandre. Zwei Bände. Féret & fils, Bordeaux 1925–1927 (Digitalisat).
- Alexandre le Grand. L’Artisan du Livre, Paris 1931.